# Chlorochaeta leucochloraria
Chlorochaeta leucochloraria là một loài bướm đêm trong họ Geometridae.